# Permanganato de cálcio
O  permanganato de cálcio é um agente oxidante. Formado por um cátion metálico de cálcio e dois anions de permanganato. É incombustível, mas acelera a combustão de materiais combustíveis. Em contato com materiais combustíveis bem espalhados, a mistura pode ser explosiva. O contato com materiais combustíveis líquidos pode provocar combustão espontânea.
As misturas com ácido acético ou anidrido acético podem explodir se não mantidas a baixas temperaturas. O contato com ácido sulfúrico pode causar incêndios ou explosões.  As explosões podem ocorrer quando permanganato de cálcio tratado com ácido sulfúrico entra em contato com benzeno, dissulfeto de carbono, éter dietílico, álcool etílico, petróleo, ou outra matéria orgânica.

## Preparação
Pode ser produzido em laboratório mediante a reação de permanganato de potássio e cloreto de cálcio, mas produz cloreto de potássio, que é solúvel em água e, portanto, de difícil separação. 
2 KMnO 4 + CaCl2 → Ca(MnO4)2+ 2KCl
A separação destes compostos é feita a baixa temperatura, aproximadamente 0 ° C, a solubilidade do cloreto de potássio em água é baixa, aproximadamente 28g/100g.
Outra possibilidade é mediante a reação de permanganato de alumínio e óxido de cálcio. A reação produz como subproduto o Óxido de Alumínio (e pequenas quantidades de hidróxido de alumínio), que são insolúveis, e podem ser facilmente separados do permanganato de cálcio. A reação acontece a temperaturas elevadas, e em presença de água. Ocorre de acordo com a equação:
2 A o(MnO4)3 + 3 CaO → 3 Ca(MnO4)2 + 2 A o2Ou3
Finalmente, os produtos podem ser separados por dissolução em água e filtragem.

## Reações
Esta substância quando aquecida a aproximadamente 140 ° C se decompõe em óxido de manganês, óxido de cálcio e oxigênio segundo a equação: 
2Ca(MnO4)2 —t→ 2 CaO4 + 4MnO2 + 3 Ou2
É um agente oxidante (bem mais fraco que, por exemplo o permanganato de potássio). Em contato com materiais orgânicos ( álcoois, cetonas, aldeídos, dissulfeto de carbono, benzeno, gasolina, ésteres e éteres) podem acender-se ou explodir, ainda que às vezes seja necessário um pouco de calor. 
Ao reagir com ácido sulfúrico forma ácido permangânico e posteriormente  heptóxido de manganês que também é explosivo: 
Ca(MnO4)2 + H2SO4 → CASO4 + 2 HMnO4 → CASO4 + Mn2Ou7 + 2 H2Ou
Não reage dessa maneira com todos os ácidos, por exemplo com ácido clorídrico libera gás cloro: 
Ca(MnO4)2+ 22 HCl → CaCl2 + 8 Cl2 + 2MnCl2+ 8H2Ou + 3 H2

## Uso
O permanganato de cálcio é usado:
- Na produção têxtil.
- No branqueamento de papel.
- Para esterilização de água e durante procedimentos odontológicos
- Como catalisador em combustíveis de foguetes.
- Em revestimentos / fluxos de eléctrodos de solda[1]
- Uso geral como antisséptico, removedor de odores e cicatrizante.